# NGC 4302
NGC 4302는 지구에서 머리털자리 방향으로 약 5,500만 광년 떨어진 나선 은하이다. 이 은하는 1784년 4월 8일에 윌리엄 허셜에 의해 발견되었고, 처녀자리 은하단의 구성원이다. NGC 4302은 세이퍼트 은하로 분류되어 있으며, 저이온화 핵방출선 영역 (LINER) 은하핵을 보유하고 있다. 또한 크고 뚜렷한 먼지띠를 가지고 있다.

## 물리적 형태

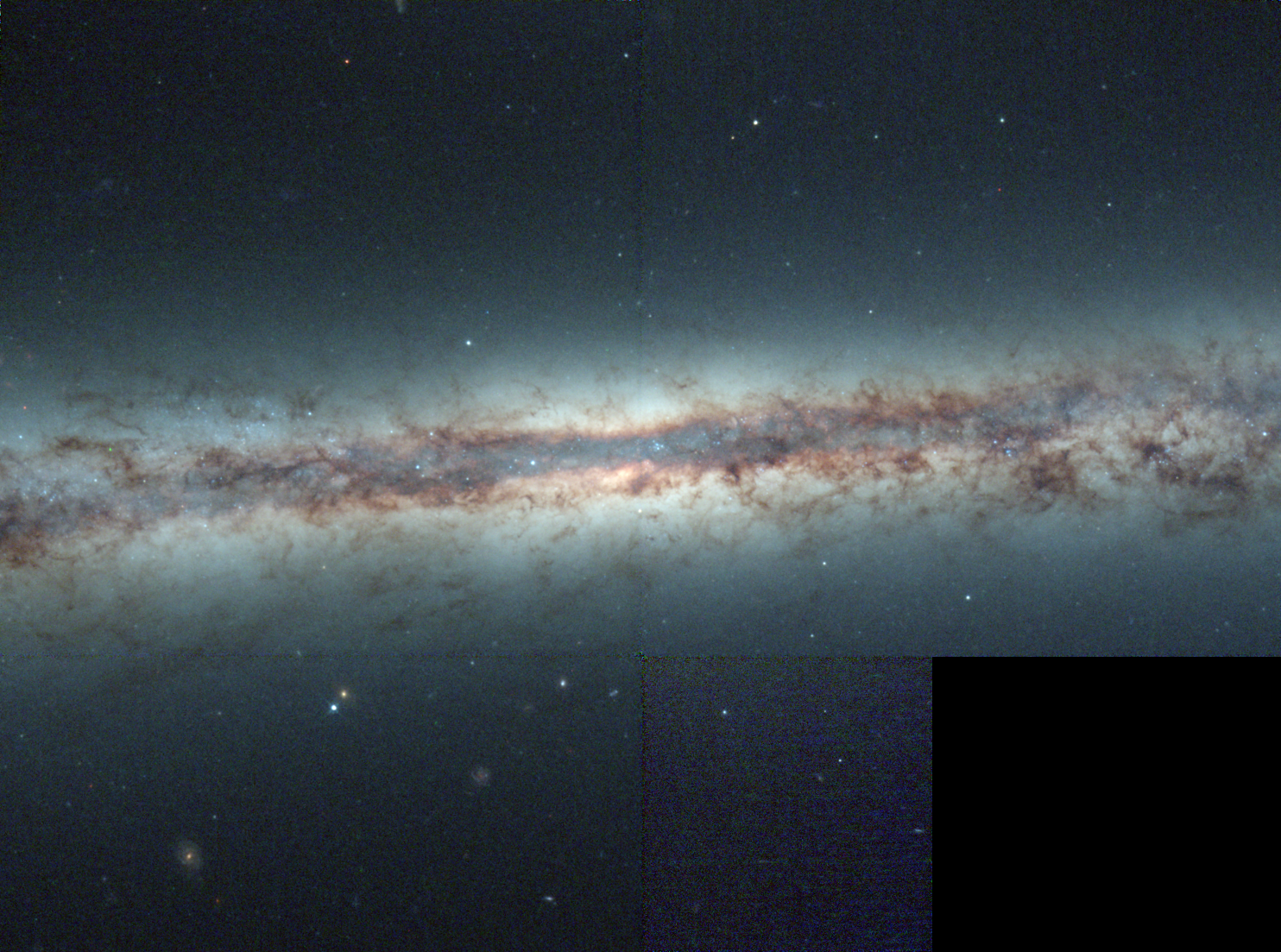
허블 우주망원경으로 찍은 NGC 3202 은하의 먼지띠와 중심부.

NGC 4302는, 위에서 언급한것처럼, 큰 먼지띠를 가지고 있는데, 추가적인 관측을 한 결과, 과학자들은 이 먼지띠안에 있는 가스 덩어리들은 필라멘트와 구름 형태로 띠 안에 분포되어 있는데, 이 가스 덩어리를 포함한 먼지띠 전체가 은하 북쪽을 향해 구부려져 있다는 걸 알아냈다. 이 현상의 원인은 이 은하가 포함된 처녀자리 은하단에 있는 다른 은하들 사이로 들어가면서 일어난 인력으로 의해서 발생한 결과라고 단정지을 수 있었다. NGC 4302은 또한 근처에 있는 나선 은하 NGC 4298 은하와 상호작용하는 관계에 있다. (자세한 내용: NGC 4298.)

## 초신성
NGC 3202 은하에서는 지금까지 1개의 초신성을 포착했는데, 그것은 1986년 4월 13일에 이탈리아 아시아고 천문대의 G. 칸데오에 의해 발견된 II형 초신성 SN 1986E이다. 발견 당시에는 이 초신성은 겉보기등급이 + 14.5였다고 알려져있다.

## 갤러리

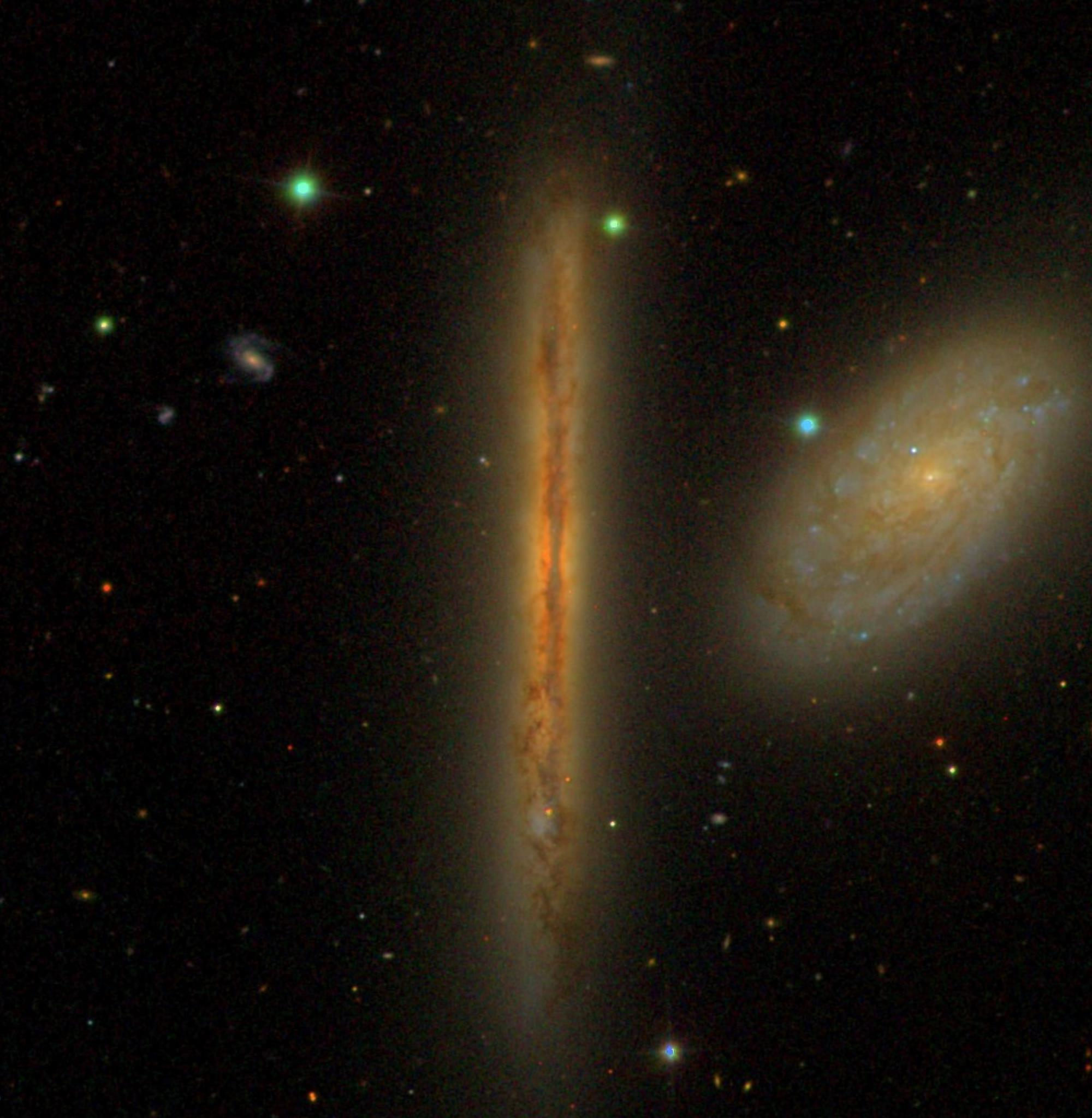
2019년, 슬론 디지털 전천탐사 (SDSS)의해 촬영된 상호작용 은하 NGC 4302와 NGC 4298 (우측).

## 같이 보기
- NGC 4000 ~ 4999 목록